# Бюльбюль бурий

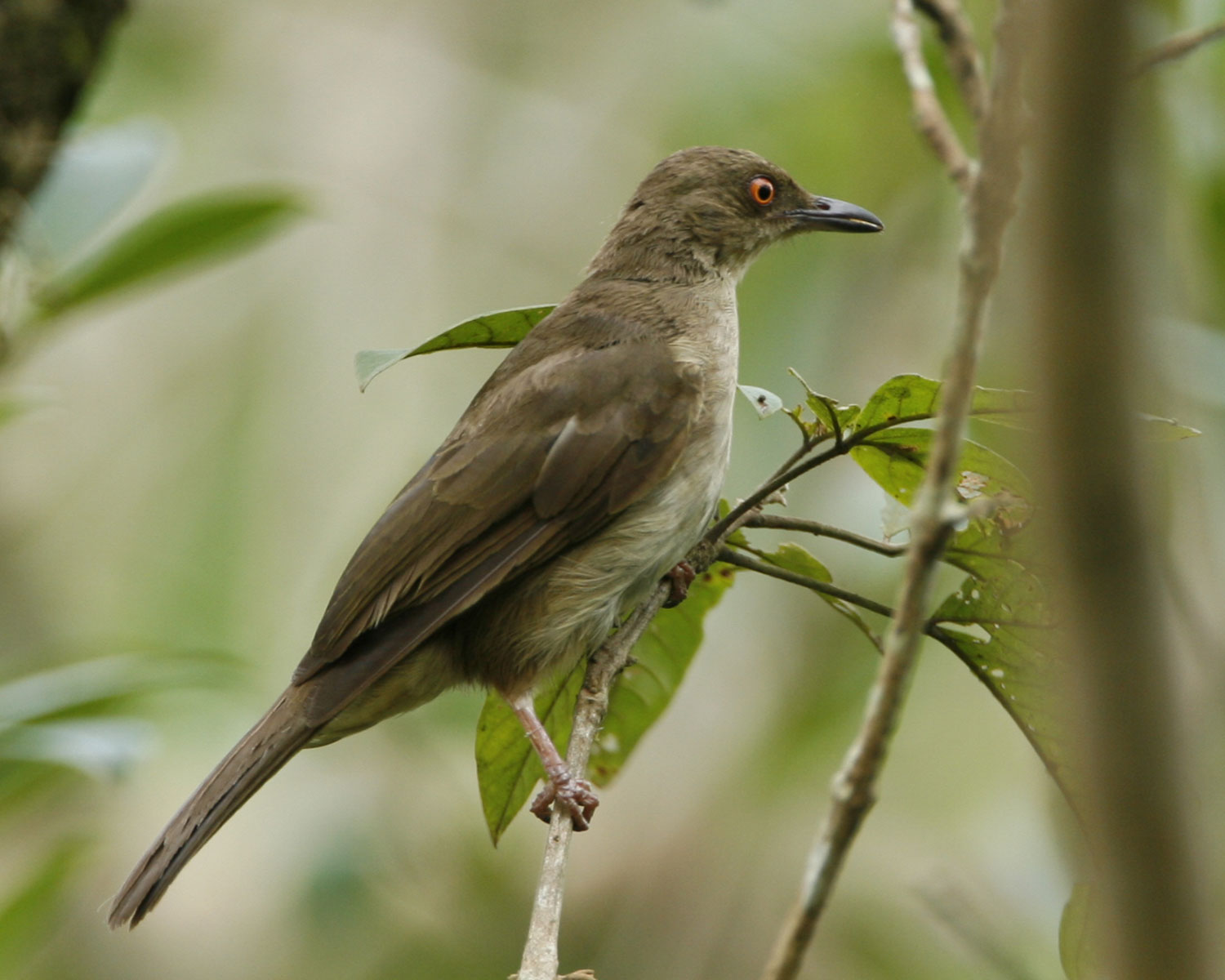
Бурий бюльбюль

Бюльбю́ль бурий (Pycnonotus brunneus) — вид горобцеподібних птахів родини бюльбюлевих (Pycnonotidae). Мешкає в Південно-Східній Азії.

## Підвиди
Виділяють два підвиди:
- P. b. brunneus Blyth, 1845 — Малайський півострів, Суматра, Калімантан і сусідні острови;
- P. b. zapolius Oberholser, 1917 — острови Анамбас[en].

## Поширення і екологія
Бурі бюльбюлі мешкають в Малайзії, Індонезії, Брунеї, М'янмі, Таїланді і Сінгапурі. Вони живуть у вологих рівнинних тропічних лісах, на болотах, в чагарникових заростях поблизу води і на плантаціях.